# Подільськ-Північний
Подільськ-Півні́чний — пасажирський залізничний зупинний пункт Одеської дирекції Одеської залізниці на лінії Побережжя — Мигаєве.
Розташований у місті Подільськ Подільського району Одеської області між станціями Подільськ (2 км) та Побережжя (5 км).
Приміські поїзди станом на 29 січня 2017 р.:
- Одеса — Вапнярка (4 пари)
- Одеса — Балта (1 пара)
- Подільськ — Слобідка (1 пара, не рахуючи транзитних)
- Подільськ — Помічна через Балту, Врадіївку, Первомайськ (2 пари).

Жоден швидкий поїзд тут не зупиняється, тому каси немає.